# محافظات تايلاند

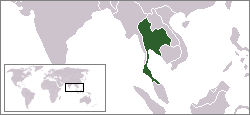
خريطة تايلند

تنقسم مملكة تايلاند إلى 77 محافظة والتي يتم تجميعها رسميا في 6 مناطق جغرافية وتعتبر العاصمة بانكوك و مدينة بتايا مناطق إدارية خاصة.
في جميع المحافظات التايلاندية تعتبر أكبر مدينة هي العاصمة الإدارية للمحافظة إلا في ست محافظات هناك استثناء حيث محافظة تاك أكبر مدينة فيها هي (ماي سوت)، ومحافظة باثوم ثاني أكبر مدينة فيها هي (ران جسات)، ومحافظة سونغكلا أكبر مدينة هي (هات ياي) ، وتشونبوري أكبر مدينة فيها هي (بتايا) ، وناراتيوات أكبر مدينة فيها (سي نجاي كولوك) وبراتشواب خيري خان أكبر مدينة هي (هواهين).
تعتبر بانكوك صاحبة أكثر عدد سكان وأعلى كثافة سكانية من بين المحافظات وأكبر محافظة من حيث المساحة هي ناخون راتشاسيما وأصغر محافظة من حيث المساحة هي ساموت سونغخرام وأقل محافظة من حيث الكثافة السكانية ماي هونغ سون (ووفقا لتعداد عام 2000)
يتم إدارة كل محافظة من قبل الحاكم الذي يتم تعيينه من قبل وزارة الشؤون الداخلية والاستثناء الوحيد هو العاصمة بانكوك و مدينة بتايا حيث يتم انتخاب الحاكم من قِبل السكان.

## قائمة المحافظات في تايلاند
وفقاً للمعهد الملكي التايلاندي تم تقسيم المحافظات إلى 6 مجموعات، البعض يقسم المحافظات إلى 4 أجزاء (شمال، وشمال شرق ووسط وجنوب) والبعض إلى 5 أجزاء (الشمال والشرق والجنوب وشمال شرق والوسط)

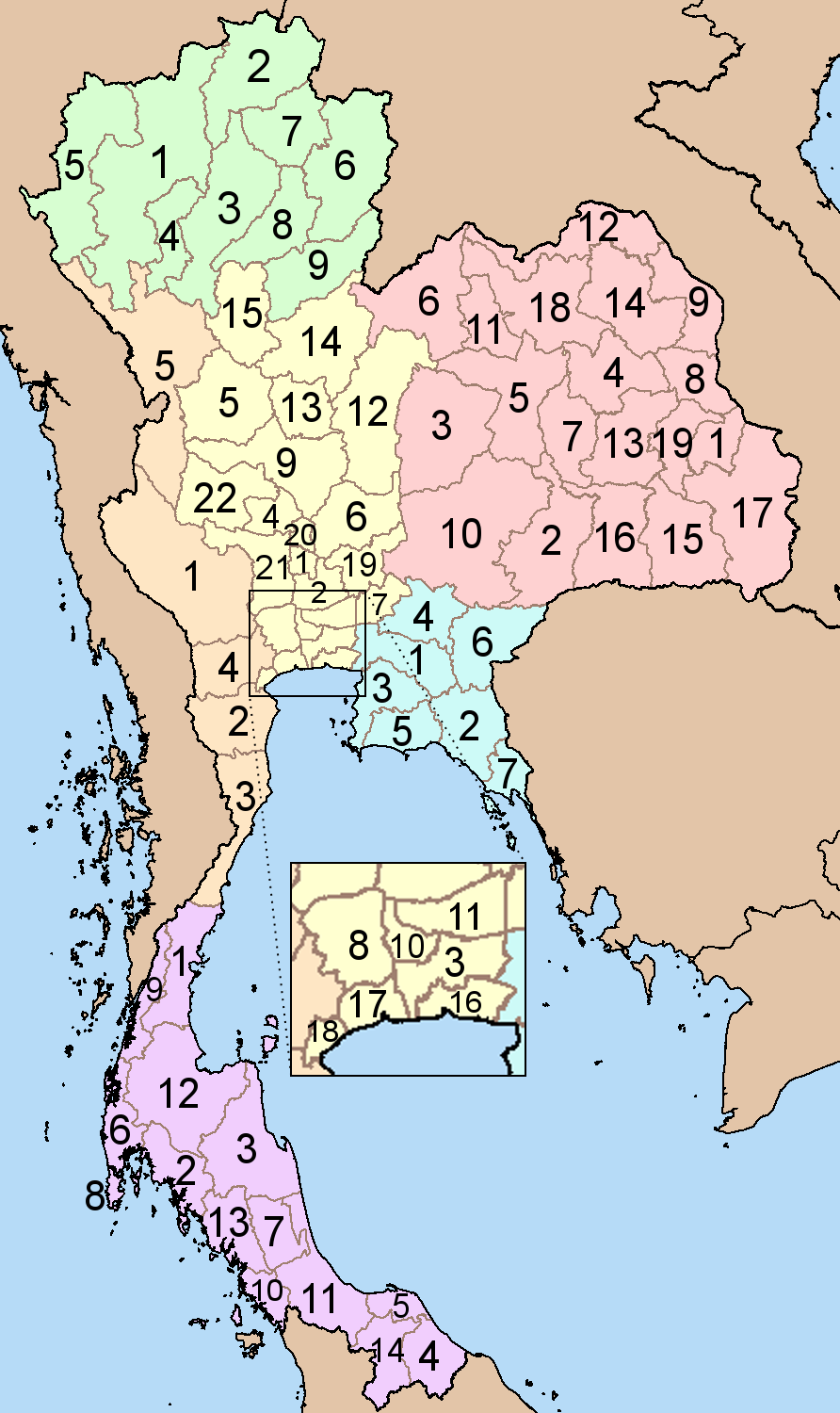
خريطة تظهر محافظات تايلاند الـ76

| الشمال 1. تشيانغ مي 2. تشيانغ ري 3. لامبانغ 4. لامفون 5. ماي هونغ سون 6. نان 7. فاياو 8. فراي 9. أوتاراديت الغرب 1. كانتشانابوري 2. براتشينبوري 3. براتشواب خيري خان 4. راتشابوري 5. تاك | شمال شرق 1. أمنات تشاروين 2. بوريرام 3. تشايافوم 4. كالاسين 5. خون كاين 6. لويي 7. ماها ساراخام 8. موكداهان 9. ناخون فانوم 10. ناخون راتشاسيما 11. نونغبوا لامفو 12. نونغ خاي 13. روي إت 14. ساكون ناخون 15. سي سا كت 16. سورين 17. وبون راتشاثاني 18. ودون تاني 19. ياسوثون 20. بوينغ كان |
| الوسط 1. أنغ ثونغ 2. أيوتثايا 3. بانكوك 4. تشاينات 5. كامفاينغ فيت 6. لوبوري 7. ناخون نايوك 8. ناخون باتوم 9. ناخون ساوان 10. نونثابوري 11. باثوم ثاني 12. فيتشابون 13. فيتشيت 14. فيتسانولوك 15. سوكوتاي 16. ساموت براكان 17. ساموت ساخون 18. ساموت سونغخرام 19. سارابوري 20. سنغ بوري 21. سوفانبوري 22. يوثاي ثاني | الشرق 1. شاشوينجساو 2. تشانثابوري 3. تشونبوري 4. براشينبوري 5. رايونغ 6. سا كايو 7. ترات الجنوب 1. تشومفون 2. كرابي 3. ناخون سي تاممارات 4. ناراتيوات 5. فطاني 6. فانغ نغا 7. فاتالونغ 8. بوكيت 9. رانونغ 10. ساتون 11. سونغكلا 12. سورات ثاني 13. ترانغ 14. يالا                          |